# O Falcão Negro (série de televisão)

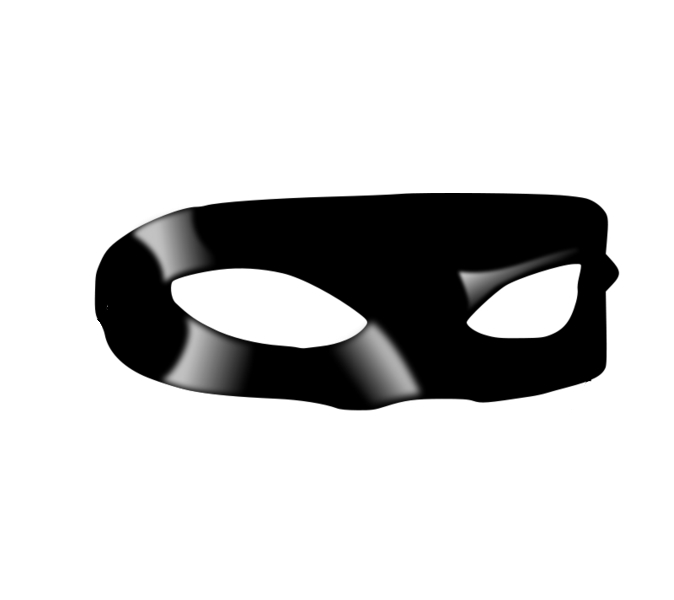
Tal como Zorro, Falcão Negro era um herói mascarado

O Falcão Negro foi uma série de televisão brasileira exibida pela TV Tupi.

## Histórico
Em 1954 a TV Tupi São Paulo lançou a série O Falcão Negro, um seriado capa e espada nos moldes do Zorro.
O herói mascarado foi interpretado por dois atores diferentes, Em São Paulo era interpretado por José Parisi e no Rio de Janeiro por Gilberto Martinho (iniciada em 1957).

## Histórias em Quadrinhos
Em 1958 o personagem ganhou uma revista em quadrinhos pela Editora Garimar e foi desenhada pelos artistas Getulio Delphim, Walter Peixoto, Edmundo Rodrigues, Gutemberg Monteiro e Fernando de Lisboa, Getúlio Delphim também desenharia quadrinhos do Zorro para a Editora Abril na década de 1970, as histórias eram inspiradas na série de televisão da Disney (1957-1959) estrelada por Guy Williams.